# Cantone di Lescar, Gave et Terres du Pont-Long
Il cantone di Lescar, Gave et Terres du Pont-Long è una divisione amministrativa dell'arrondissement di Pau.
È stato costituito a seguito della riforma approvata con decreto del 25 febbraio 2014, che ha avuto attuazione dopo le elezioni dipartimentali del 2015.

## Composizione
Comprende i seguenti 7 comuni:
- Arbus
- Artiguelouve
- Lescar
- Lons
- Poey-de-Lescar
- Siros
- Uzein